# Спадин
Спадин - царь аорсов в I веке до н. э. Упомянут Страбоном (Книга XI.5,8), как современник Фарнака II Боспорского. Во время войны в 47 году до н. э. командовал армией аорсов численностью в 200 тысяч всадников. Владения Спадина располагались в северокавказских степях и между низовьями Волги и Дона.
Этимология имени: Σπαδίνης от др.-иран. *Spād-ina (воин)